# كرايغ بويس
كرايغ بويس (بالإنجليزية: Craig Boyce)‏ هو متسابق دراجات نارية أسترالي، ولد في 2 أغسطس 1967 في سيدني في أستراليا. بعدما تقاعد بويس، أصبح مديرًا للمنتخب الأسترالي حتى عام 2012.